# Caroline St-Hilaire
Caroline St-Hilaire, née le 16 novembre 1969 à Longueuil, est une femme politique québécoise et diplomate. 
Elle est mairesse de Longueuil de 2009 à 2017. Durant son mandat, elle assume également la présidence du conseil d’agglomération de Longueuil et la vice-présidence du comité exécutif de la Communauté métropolitaine de Montréal.

## Biographie
Diplômée de l'Université du Québec à Montréal en administration des affaires, Caroline St-Hilaire est active dans le milieu culturel montréalais. Elle est consultante chez MCMS Musique, administratrice à la Société du droit de reproduction pour les auteurs, éditeurs et compositeurs du Québec (SODRAC). Elle apporte sa contribution à la fondation de la Société pour la promotion de la relève musicale de l'espace francophone (SOPREF).

### Député fédérale
Lors des élections fédérales canadiennes de 1997, elle est élue députée à la Chambre des communes du Canada, représentant la circonscription québécoise de Longueuil sous la bannière du Bloc québécois. Elle est réélue en 2000 ainsi qu'en 2004 et 2006 dans la circonscription rebaptisée Longueuil—Pierre-Boucher.
Durant ses quatre mandats en politique fédérale, Caroline St-Hilaire a été porte-parole de sa formation politique dans les dossiers de la condition féminine, des transports, des droits de la personne et du sport. Elle a également été leader parlementaire adjointe du Bloc québécois à la Chambre des communes. Le 14 janvier 2008, elle annonce qu'elle ne sollicitera pas un nouveau mandat lors des élections fédérales d'octobre 2008.

### Mairesse de Longueuil
Le 15 avril 2009, elle annonce sa candidature à la mairie de Longueuil. En juin 2009, elle fonde le parti municipal Action Longueuil et le 1er novembre 2009, elle est élue mairesse de Longueuil. Cependant, elle n'obtient qu'une minorité de conseillers élus de son parti avec seulement 11 des 26 élus.
Lors des élections municipales de 2013, elle est réélue avec 87,3 % des voix et son équipe, Action Longueuil obtient 13 des 15 sièges de conseillers municipaux et un des deux conseillers d'arrondissement.
Le 22 février 2017, Caroline St-Hilaire annonce qu'elle quittera la vie politique à la fin de son mandat en novembre 2017 et le 9 avril 2017, Sylvie Parent lui succède à la tête du parti Action Longueuil.
En septembre 2017, elle publie Se faire entendre, autobiographie dans laquelle elle révèle sa surdité et annonce quitter la vie politique.

### Candidate pour la Coalition avenir Québec
Elle porte les couleurs de la Coalition avenir Québec dans la circonscription de Sherbrooke lors des élections provinciales québécoises de 2022. Elle arrive toutefois en deuxième place, derrière la députée solidaire sortante, Christine Labrie.

### Administratrice de l’Organisation internationale de la Francophonie
Le 21 mars 2023, la secrétaire générale de l’Organisation internationale de la Francophonie, Louise Mushikiwabo, annonce la nomination de Caroline St-Hilaire comme administratrice de l’organisation.
Cette nomination fait d’elle la deuxième personne en importance au sein de l’organisation. Elle recevra un salaire de 250 000 $ CA par an.

## Vie privée
Son conjoint est Maka Kotto, avec qui elle a siégé au Parlement d'Ottawa. Kotto a également représenté la circonscription de Bourget à l'Assemblée nationale du Québec sous la bannière du Parti québécois,.